# Livezile (Bistrița-Năsăud)
Livezile, fino al 1968 Iad, (in ungherese Jád, in tedesco Jaad) è un comune della Romania di 4600 abitanti, ubicato nel distretto di Bistrița-Năsăud, nella regione storica della Transilvania.
Il comune è formato dall'unione di 5 villaggi: Cușma, Dorolea, Dumbrava, Livezile, Valea Poenii.